# Mount Huxley (Antarktika)
Mount Huxley ist ein 1155 m hoher Berg im ostantarktischen Viktorialand. Am nördlichen Ende der Royal Society Range ragt er unweit des Ferrar-Gletschers zwischen dem Condit- und dem Descent-Gletscher auf.
Das Advisory Committee on Antarctic Names benannte ihn 1992 nach Leonard Huxley (1860–1933), Herausgeber des zweibändigen Werks Scott’s Last Expedition über die Terra-Nova-Expedition (1910–1913) des britischen Polarforschers Robert Falcon Scott.